# エジン旗

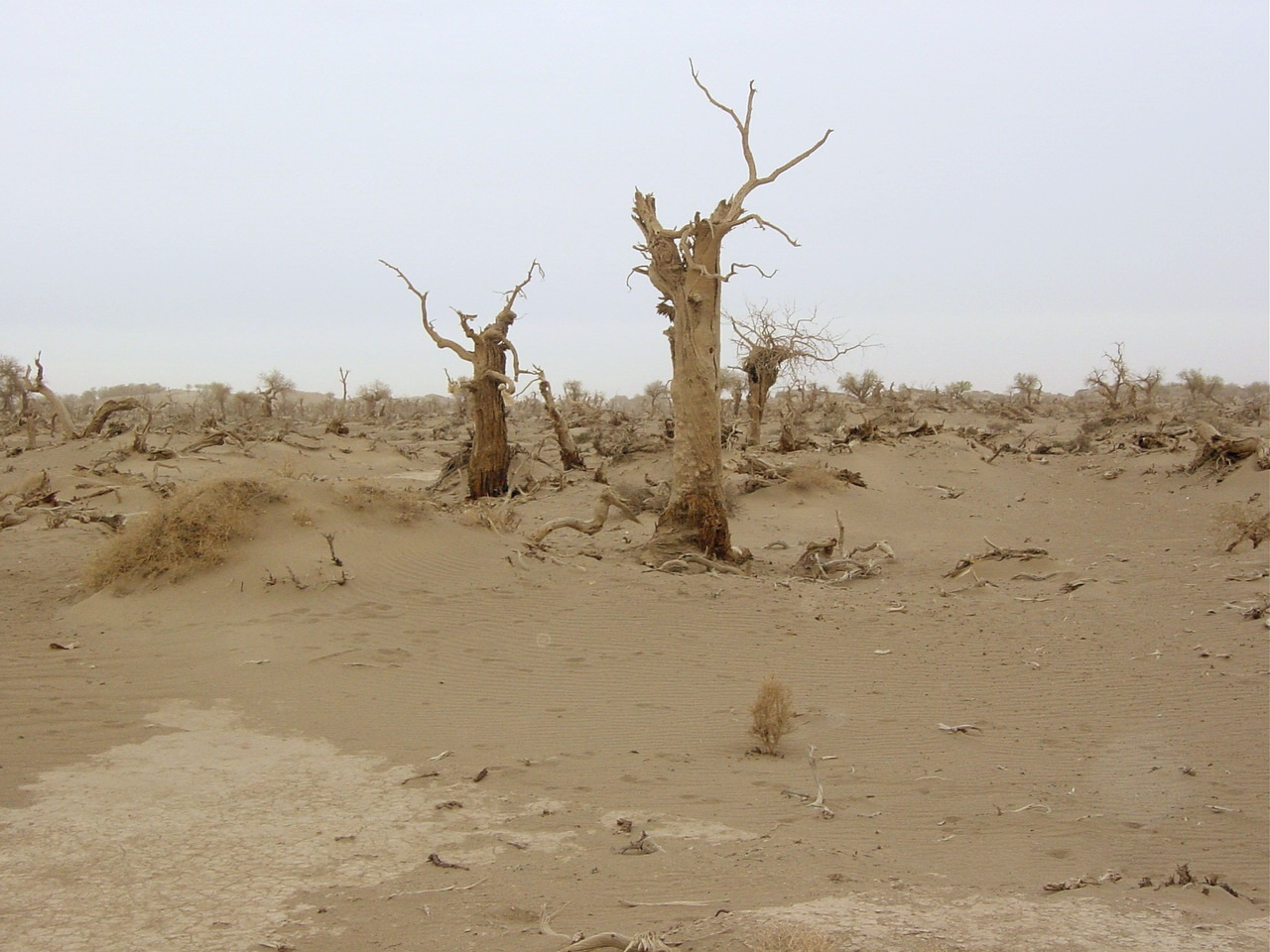
バダインジャラン砂漠のコトカケヤナギ

エジン旗（エジンき、モンゴル語：ᠡᠵᠡᠨ᠎ᠡ
ᠬᠣᠰᠢᠭᠤ、 Ejen-e qosiɣu、中国語：额济纳旗）は、中華人民共和国内モンゴル自治区アルシャー盟に位置する旗。地方政府はダライホブ・バルガス（達来呼布鎮）にある。別名エチナ旗、エジナ旗。
広大で人口は希薄、無人の砂漠地帯（ゴビ砂漠）が多い。産業は、原住のモンゴル人による遊牧の他、カラ・ホト遺跡などへの観光が発展している。
隣接する酒泉市の近くに中国の宇宙開発の一翼を担う酒泉衛星発射センターがある。内モンゴル自治区側はセンター所在地は厳密には内モンゴル自治区アルシャー盟エジン旗東風鎮であるとして「東風航天城（東風航空宇宙シティー）」と呼んでいる。

## 行政区画
2街道、3バルガス（鎮）、6ソム（蘇木）を管轄
- 街道弁事処：航空街道、東風街道
- バルガス（鎮）
  - ダライホブ・バルガス（達来呼布鎮）
  - 東風鎮
  - ハル・バルガトゥン・ウール・バルガス（哈日布日格徳音烏拉鎮）
- ソム（蘇木）
  - サイハントーラエ・ソム（賽漢陶来蘇木）
  - 馬鬃山ソム
  - ソブヌール・ソム（蘇泊淖爾蘇木）
  - バイントーラエ・ソム（巴彦陶来蘇木）
  - オントゴル・ソム（温図高勒蘇木）
  - バイントーハイ・ソム（巴音陶海蘇木）

## 人口動態
エジン旗の定住人口は2019年現在、32,410人。そのうち漢民族が2000年第5次全国人口調査時と比べ57%（+9,637人）増加し、26,542人（全人口比81.9%）となっている。モンゴル族は5,217人（同16.1%）、回族、満州族、チベット族、ユグル族、ダウール族、ロシア民族などその他の少数民族が651人（同2.0%）となっている。

## 交通
モンゴル国ウムヌゴビ県と接した国境地帯にチグ・ボームト（策克口岸）が設けられている。

### 航空
- エジン旗桃来空港

### 鉄道
臨策線がバヤンノール市の臨河駅と国境地帯のチグ駅を結ぶ。旅客営業はエジン駅と臨河駅間で行われている。
- 中国鉄路総公司
  - 臨策線

### 道路
- 高速道路
  - 京新高速道路

## 観光
内モンゴル自治区が「レッドツーリズム」（愛国主義教育観光、中国語：红色旅游）ルート10選を選定する中で、下記の3ルートがエジン旗内にある。
- カラホト・エチナ川胡楊風景区（额济纳黑城·弱水胡杨风景区）：西夏時代の遺跡
- 居延海景区（额济纳旗居延海景区）：エチナ川から繋がるガシュン・ノール（居延海）の景勝地
- 東風航空宇宙シティー観光区（额济纳旗东风航天城旅游区）